# Milcíades, el apologeta
Milcíades, el apologeta fue un escritor cristiano del siglo II, originario de Asia Menor. Fue contemporáneo de Taciano y, probablemente, al igual que él, discípulo de Justino Mártir. Escribió contra los paganos y herejes. Tertuliano especifica que fue contra los valentinianos, y lo llama Ecclesiarum sophista.
Escribió también dos libros contra los judíos y dos contra los griegos, además de una apología en defensa de la vida cristiana, dirigida a los «príncipes de este mundo», probablemente los emperadores Marco Aurelio y su corregente Lucio Vero. Eusebio de Cesarea le atribuye la autoría del Anónimo, una obra contra los montanistas, en la cual demostraba que el profeta verdadero no habla en éxtasis.
Desgraciadamente, todos sus escritos se han perdido.